# Comarapa

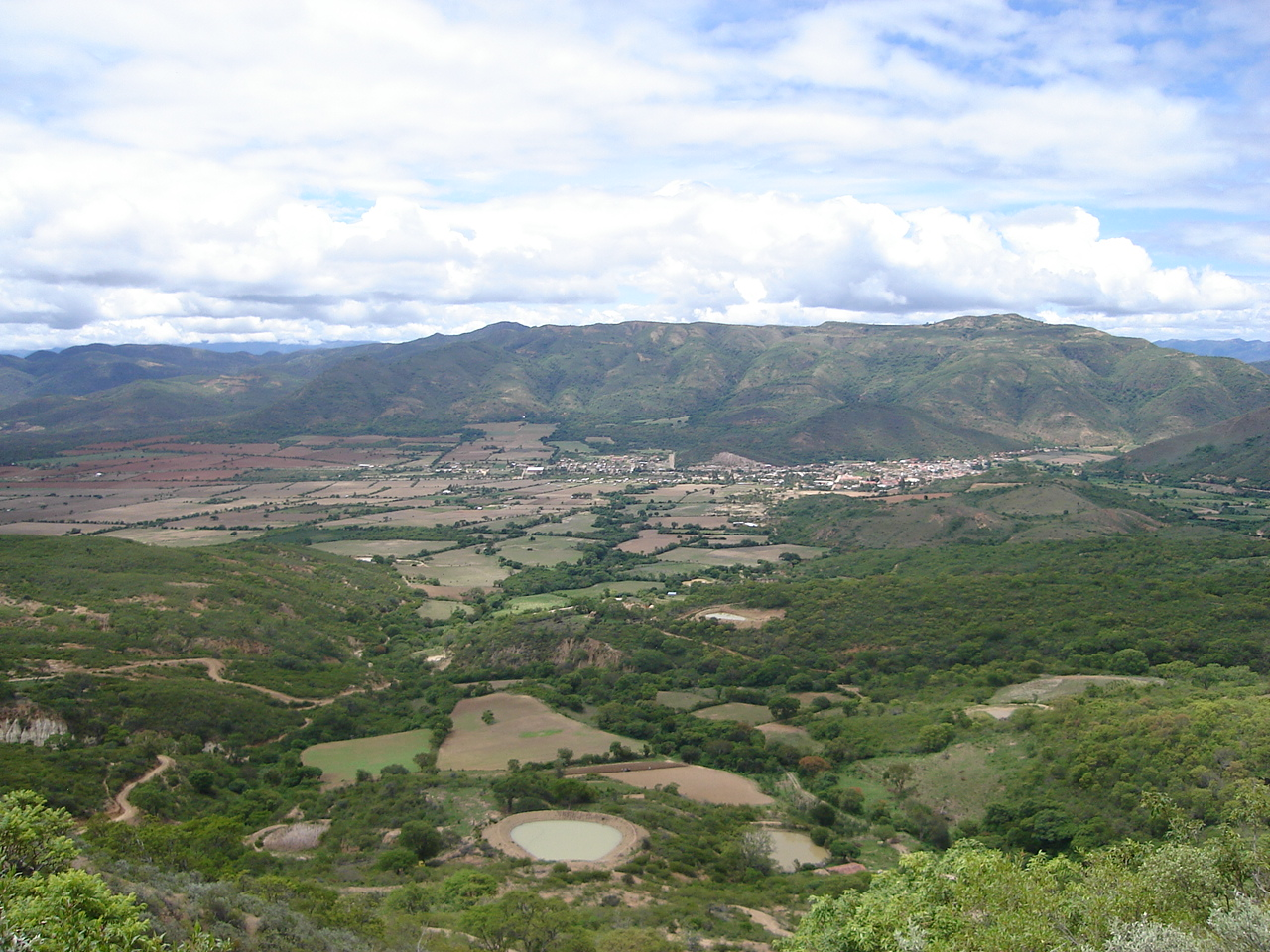
Comarapa

Comarapa är huvudort i provinsen Manuel María Caballero i departementet Santa Cruz i Bolivia.